# フランカヴィッラ・ディ・シチーリア
フランカヴィッラ・ディ・シチーリア（イタリア語: Francavilla di Sicilia）は、イタリア共和国シチリア州メッシーナ県にある、人口約3,800人の基礎自治体（コムーネ）。

## 地理

### 位置・広がり
メッシーナ県のコムーネ。県都メッシーナから南西へ49kmの距離にある。

#### 隣接コムーネ
隣接するコムーネは以下の通り。括弧内のCTはカターニア県所属を示す。
- アンティッロ
- カスティリオーネ・ディ・シチーリア (CT)
- フォンダケッリ＝ファンティーナ
- マルヴァーニャ
- モンタルバーノ・エリコーナ
- モッタ・カマストラ
- ノヴァーラ・ディ・シチーリア
- トリーピ